# Goring-by-Sea
Goring-by-Sea – wieś w Anglii, w hrabstwie West Sussex, w dystrykcie Worthing. Leży 26 km na wschód od miasta Chichester i 80 km na południe od Londynu.